# Tlučná
Tlučná är en by och en kommun i Tjeckien. Den ligger i distriktet Plzeň-sever och regionen Plzeň, i den västra delen av landet, 90 km väster om huvudstaden Prag. Tlučná ligger 334 meter över havet och antalet invånare är 3 233 (2016).
Terrängen runt Tlučná är huvudsakligen platt, men västerut är den kuperad. Runt Tlučná är det ganska tätbefolkat, med 134 invånare per kvadratkilometer. Närmaste större samhälle är Plzeň, 10,5 km öster om Tlučná. Trakten runt Tlučná består till största delen av jordbruksmark.
Trakten ingår i den hemiboreala klimatzonen. Årsmedeltemperaturen i trakten är 8 °C. Den varmaste månaden är augusti, då medeltemperaturen är 20 °C, och den kallaste är december, med −8 °C. Genomsnittlig årsnederbörd är 1 005 millimeter. Den regnigaste månaden är augusti, med i genomsnitt 135 mm nederbörd, och den torraste är mars, med 28 mm nederbörd.